# Geografia Mongolii

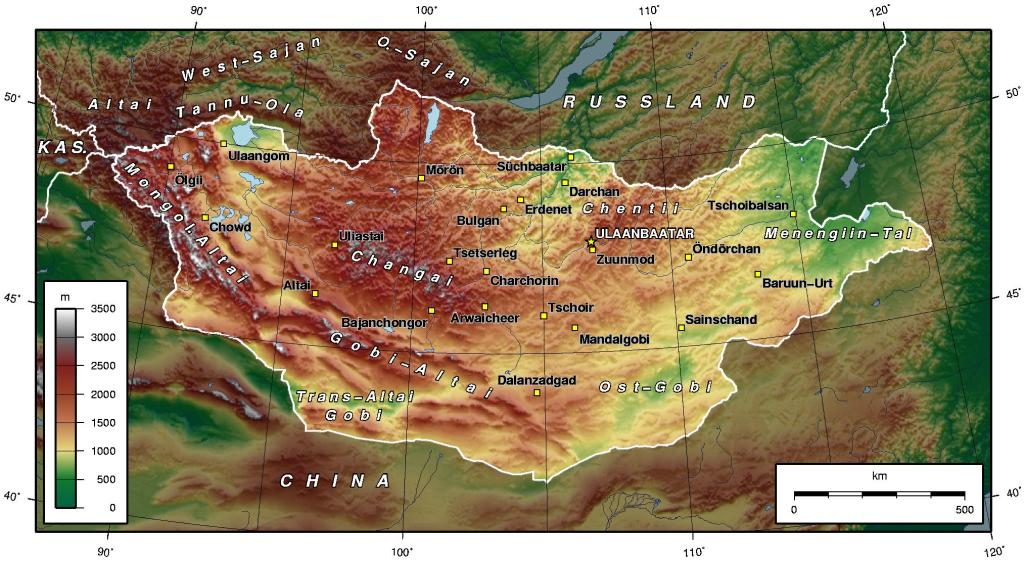
Mapa fizyczna Mongolii

Mongolia jest dużym środkowoazjatyckim państwem, którego większość terenów pokrywają suche wyżyny i tereny górskie. Mongolia cechuje się surowym krajobrazem, jak i klimatem, gdzie zimy są mroźne, ale lata upalne i suche.

## Powierzchnia, położenie i granice
Powierzchnia – 1 556 500 km²
Położenie – państwo to leży pomiędzy Chinami a Rosją w północno-wschodniej części Azji Środkowej.
Skrajne punkty: północny 52°10′N, południowy 41°50′N, zachodni 87°50′E, wschodni 119°55′E. Rozciągłość południkowa wynosi około 1150 km, a równoleżnikowa około 2100 km.
Mongolia graniczy z następującymi państwami:
- Rosja – 3485 km
- Chiny – 4673 km

Mongolia nie ma dostępu do morza, do najbliższego morza – Morza Żółtego jest około 670 km.

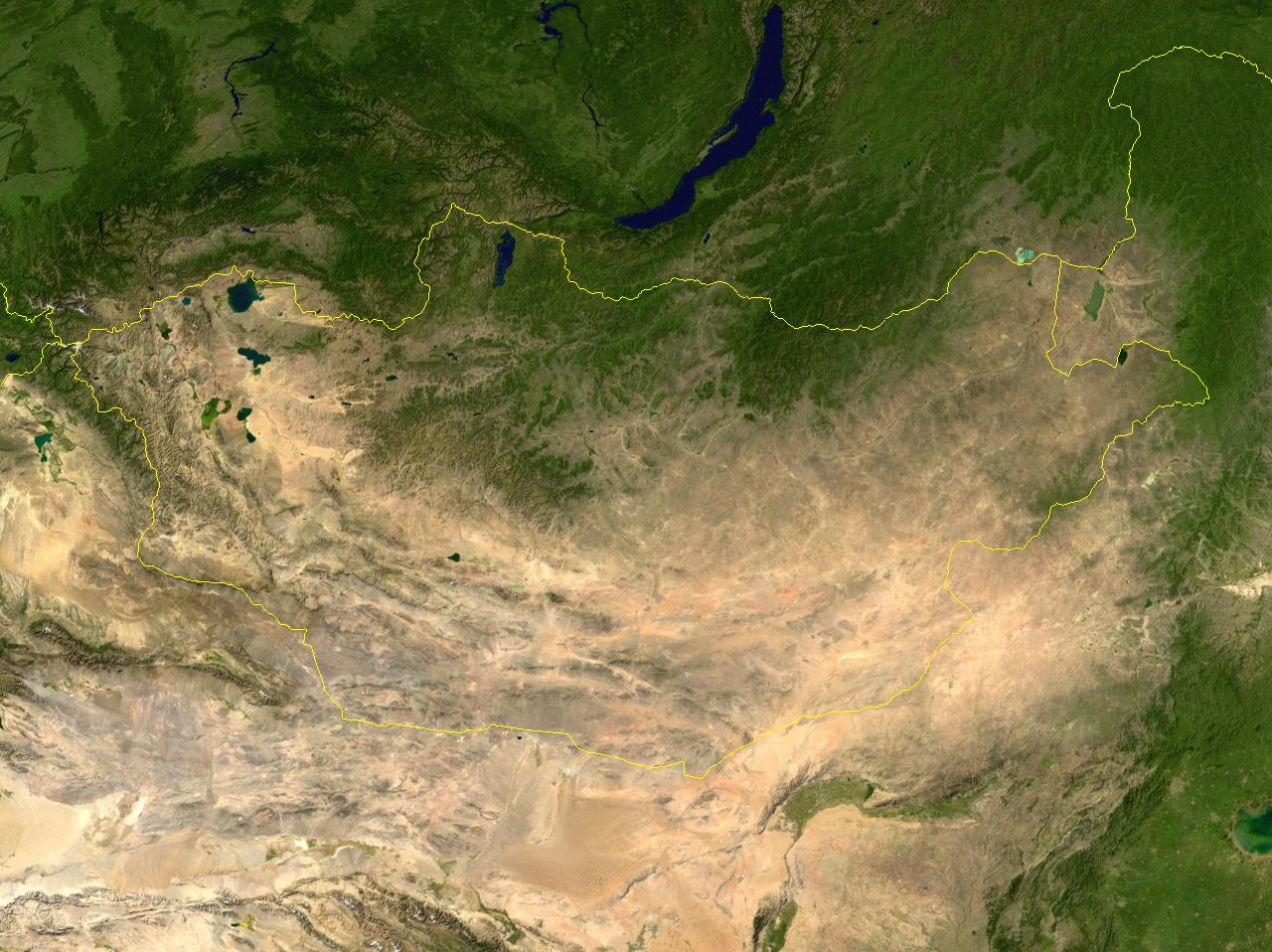
Mapa satelitarna Mongolii

## Budowa geologiczna i rzeźba
Geologicznie Mongolia dzieli się na część sajańską, leżącą we wschodniej części kraju, ałtajską na południu kraju i mongolsko-ałtajską, leżącą w środkowej i północnej części Mongolii. Część sajańska jest związana z najstarszymi ruchami paleozoicznymi, gdzie dominują prekambryjskie skały krystaliczne. Część ałtajska powstała w czasie fałdowań górnego paleozoiku, tak zwanych fałdowań hercyńskich. Część mongolsko-ałtajska została sfałdowana w orogenezie hercyńskiej i zawiera liczne zapadliska, wypełnione osadami z różnych epok geologicznych, najmłodsze pochodzą z czwartorzędu. Większość terytorium Mongolii to tereny aktywne sejsmicznie, jednakże z powodu małej gęstości zaludnienia i słabego poziomu urbanizacji (brak wysokich budynków), występujące tam trzęsienia ziemi są niegroźne i niosą za sobą niewiele ofiar, w przeciwieństwie do sąsiednich Chin.
Mongolia jest krajem górzysto-wyżynnym, gdzie ponad 80% jej powierzchni to tereny leżące powyżej 1000 m n.p.m. Prawie całe terytorium Mongolii leży na obszarze Wyżyny Mongolskiej, wyjątek stanowią wschodnie krańce kraju. Obszary górskie leżą w układzie równoleżnikowym. System górski północnej części Mongolii obejmuje masyw wulkaniczny Dariganga, którego najwyższy szczyt Szilijn Bogd uul wznosi się na 1752 m n.p.m. Kolejnym masywem są góry Chentej, leżące w okolicach Ułan Bator – stolicy kraju, szczyt tychże gór – Dzałunzud wznosi się na 2800 m n.p.m. W północnej części kraju, na granicy z Rosją, leży także południowy fragment Sajanów Wschodnich. Najwyższym szczytem tych gór w części mongolskiej jest Munku Sardyk, mający wysokość 3491 m n.p.m. Innym masywem są Góry Chubsugulskie, których najwyższy szczyt – Ałchyn-godzgar mierzy 3189 m n.p.m. W środkowej części Mongolii wznoszą się granitowe masywy Changaju, najwyższy szczyt – Otgontenger uul wznosi się na 4031 m n.p.m. Na południu kraju leżą pasma Ałtaju Mongolskiego, tam znajduje się najwyższy szczyt Mongolii – Chujten, który mierzy 4374 m n.p.m.
Pasma górskie rozdzielone kotlinami, największą jest tektoniczna Kotlina Wielkich Jezior w północno-zachodniej części Mongolii. Na wschodzie rozciąga się Równina Wschodniomongolska z najniżej położonym miejscem kraju – jeziorem Chöch nuur, które leży na wysokości 552 m n.p.m. Południowa część Mongolii leży w obrębie pustyni Gobi pokrytej zaledwie w 3% przez piaski.

## Klimat
Mongolia leży w strefie klimatu umiarkowanego wybitnie kontynentalnego, suchego, a co za tym idzie cechą mongolskiej aury są skrajne temperatury i niska wilgotność powietrza. Klimat Mongolii dodatkowo można podzielić na ciepłą i chłodną odmianę. Chłodna odmiana występuje w północno-zachodniej części kraju zaś ciepła obejmuje południową i wschodnią część kraju.
W Mongolii notowane są skrajne wartości termiczne. Lata są gorące, średnie temperatury wynoszą od 15 do 18 °C na północy, gdzie wpływ na temperatury ma rzeźba terenu, do 25–28 °C na południu kraju, przy czym na terenach nisko położony wartości te wzrastają do 30 °C. Tak jest na przykład na pustyni Gobi, gdzie w ciągu dnia jest upalnie, a w nocy występują spadki do kilku stopni powyżej zera. Zimy są mroźne lub bardzo mroźne. Na obszar Mongolii dostają się arktyczne masy powietrza znad Syberii. Średnie temperatury w styczniu na północy wynoszą około -30 °C, a nawet obniżają się do -50 °C. Nocą spadki są jeszcze większe. Jedynie na południu kraju jest cieplej, ale i tam średnie wartości dla stycznia są ujemne i jest to około -10 °C. Cechą temperatur Mongolii jest wybitny kontynentalizm. Dobowe różnice termiczne wynoszą około 30 °C.
Ilość opadów jest bardzo niska. Podczas gdy w krajach Europy, które leżą na tej samej szerokości geograficznej notuje się dość wysokie lub wysokie opady rzędu 600–900 mm rocznie, to w Mongolii wartości te są wielokrotnie niższe. Na pustyni Gobi ilość opadów wynosi średnio około 50 mm rocznie, rzadko osiąga wartość 100 mm. Średnie opady dla ogółu kraju wynoszą około 250 mm, czyli tyle ile w krajach afrykańskich o półpustynnym charakterze. Jednakże Mongolia jest krajem górzystym, a to oznacza, że w tychże rejonach wartości opadowe wzrastają, lecz i tam wartość 500 mm rocznie jest ilością maksymalną. Ponadto w wysokich partiach gór występują głównie opady śniegu.
Mongolia jest bardzo suchym krajem, a maksima opadowe przypadają na okres lipiec–sierpień. Spada wtedy około 60% całorocznych opadów. Częstym opadem letnim jest grad, na południu występują burze pyłowe. W północnej części kraju występuje wyspowo wieloletnia zmarzlina (najdalszy zasięg na półkuli północnej).

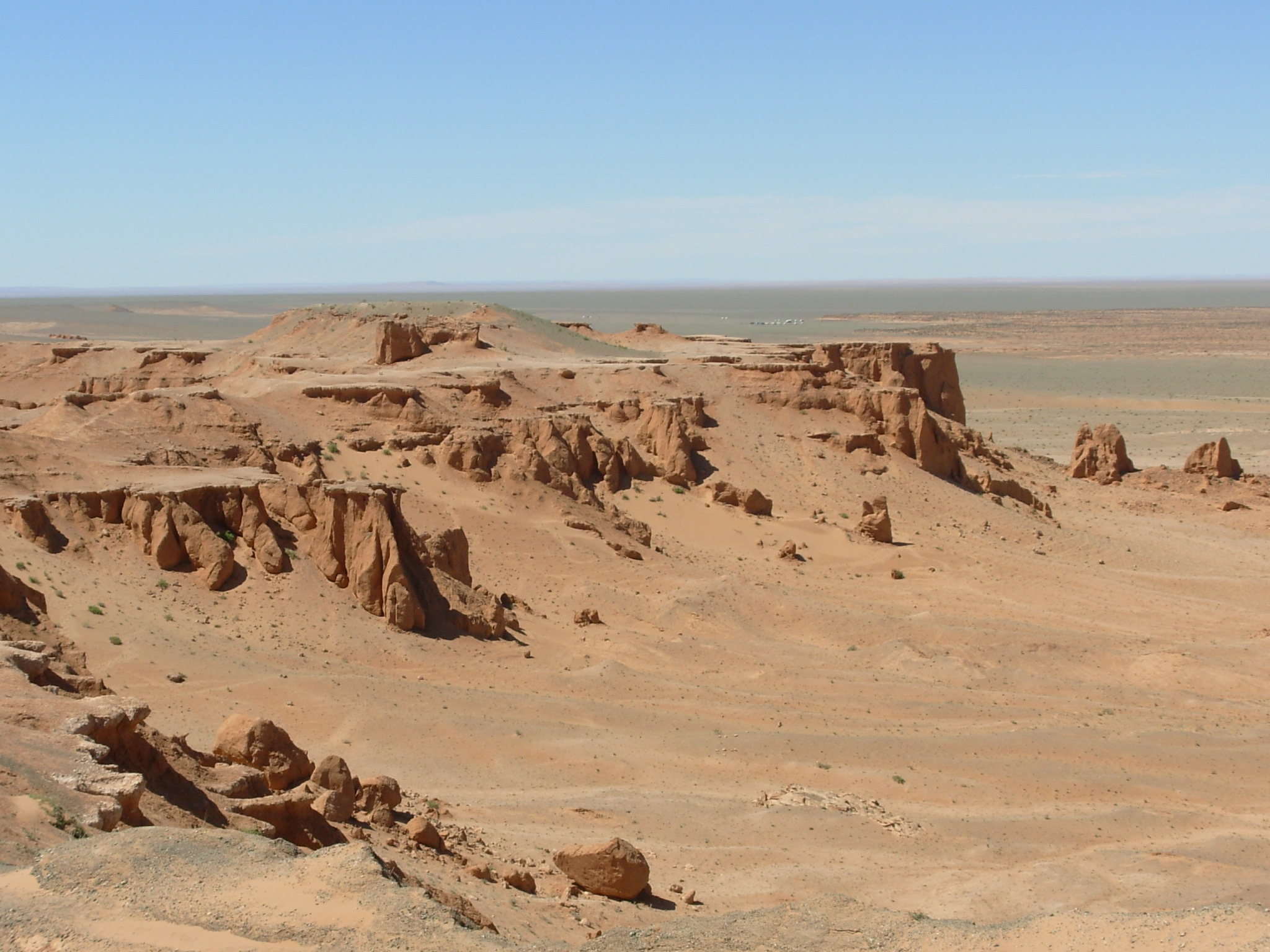
Pustynia Gobi

## Wody
Zasobność wodna Mongolii jest niewielka, ponad 60% powierzchni kraju to obszary bezodpływowe. Mimo to w kraju płynie kilka dużych rzek. Do najważniejszych cieków należą Dzawchan gol o długości 808 km i Chowd gol o długości 516 km. Rzeki te uchodzą do Kotliny Wielkich Jezior, leżącej na zachodzie kraju. Północno-wschodnia część kraju odwadniana jest przez rzeki do Amuru, tym samym ta część Mongolii należy do zlewiska Oceanu Spokojnego. Do tych rzek należą Kerulen, który w granicach kraju liczy 1090 km, Onon gol, mająca w granicach Mongolii 300 km i Uldz gol o długości 428 km. Na północy kraju płyną rzeki o ważnym znaczeniu gospodarczym, do których należą Selenga, mająca w granicach kraju 600 km długości i Orchon gol o długości 1124 km. Rzeki płynące na północy kraju należą do zlewiska Morza Arktycznego. Na terenie pustyni Gobi rzeki mają charakter okresowy.
W Mongolii istnieje duża liczba jezior (około 3 000). Są to jednak głównie jeziora słone. Największe zbiorniki leżą w Kotlinie Wielkich Jezior. Największym z nich Uws-nur o powierzchni 3350 km². Na północy kraju leży jezioro Chubsuguł o powierzchni 2620 km² i głębokości 238 m. Rzeki i jeziora w Mongolii, ze względu na bardzo niskie temperatury, zamarzają na okres około sześciu miesięcy.

## Gleby
Rozmieszczenie gleb w Mongolii ma układ strefowy. W północnej części kraju występują tajgowe gleby brunatne – kambisole, zwane podburami. W zachodnim Chenteju, a także w centralnie położonym Changaju występują gleby kriogeniczne, zwane poligonalnymi. Na obszarach górskich wyżej wymienionych występują także litosole i regosole. W kotlinach śródgórskich duże powierzchnie są pokryte czarnoziemami, które są wykorzystywane rolniczo. Obszary stepowe Równiny Wschodniomongolskiej zajmują gleby kasztanowe – przeważające w Mongolii. Tereny suche, półpustynne są pokryte glebami pustynnymi. Na pustyni Gobi występują głównie yermosole, a poza nimi sołonczaki, charakterystyczne dla okolic słonych jezior.

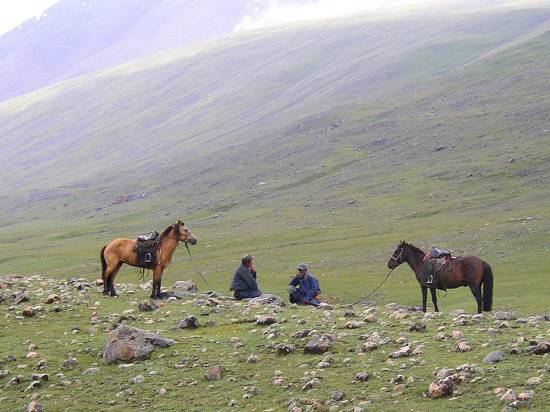
Suche tereny wyżynne

## Flora
Mongolię można podzielić na cztery strefy roślinne. Góry w północnej części kraju porasta tajga, składająca się głównie z modrzewi i limb. Miejscami rosną tam także świerki i sosny. Poza terenami zwartej tajgi tereny górzyste Mongolii pokrywają strefy przejściowe – lasostepy. Strefa lasów kończy się na wysokości 2000 m n.p.m., gdzie zaczyna się roślinność alpejska, głównie łąki. W sumie lasy w Mongolii zajmują około 9% powierzchni kraju. Jest to niewielki procent, jednak jeśli weźmie się pod uwagę powierzchnię kraju, to powierzchnia terenów leśnych odpowiada mniej więcej połowie powierzchni Polski.
Drugą strefą roślinną są stepy, które pokrywają wschodnią i środkową część kraju. Są to głównie stepy ostnicowe, piołunowe, oraz stepy górskie (piołunowo-trawiaste, które porastają Ałtaj Mongolski). Trzecią strefą jest strefa pustyń i półpustyń. Tereny te występują w Kotlinie Wielkich Jezior oraz na obszarze Gobi. Można tam spotkać karaganę, saksauły i suchoroślowe krzewy. Poza nimi na południu Gobi występują solanki, czosnki i ostnice. Południowa część pustyni Gobi reprezentuje bardzo skąpą szatę roślinną. Czwartą szatą roślinną jest strefa roślinności występująca w dolinach rzek na północy kraju. Porastają tam tak zwane uremy, czyli zarośla topoli, wierzby i czeremchy.

## Fauna
Mongolia leży w Regionie Środkowoazjatyckim Palearktyki. Świat zwierząt jest bogaty ze względu na niewielką gęstość zaludnienia, oraz ze względu na ogólnie niską liczbę mieszkańców, którzy nie ingerują w środowisko w dużym stopniu. Wiele obszarów Mongolii jest niezamieszkanych, co stwarza doskonałe warunki dla bytowanie wielu gatunków zwierząt.
Na północy, gdzie rośnie tajga, żyją jelenie, niedźwiedzie brunatne, rysie, rosomaki oraz przedstawiciele rodziny wiewiórkowatych – burunduki. W górach żyje koziorożec syberyjski. Tereny stepowe są zdominowane przez gazelę dżejran i dżereń. Na stepach zamieszkuje też przedstawiciel koniowatych – kułan. Liczne są także gryzonie, gdzie największym przedstawicielem jest bobak, nazywany powszechnie tarbaganem. Wśród ptaków wyróżnia się takie gatunki jak żuraw stepowy, a także ptaki drapieżne jak orlik stepowy i pustułka. Wśród gadów Mongolii żyje niebezpieczny, jadowity wąż – mokasyn dalekowschodni, który należy do rodziny grzechotnikowatych. Na pustyni Gobi można spotkać konia Przewalskiego i wielbłąda dwugarbnego zwanego baktrian. Rzeki Mongolii obfitują w ryby. Głównymi gatunkami są ryby z rodziny łososiowatych.
W Mongolii istnieją 22 parki narodowe o łącznej powierzchni 92 tys. km². Istnieje także kilkanaście rezerwatów przyrody. Obszary chronione zajmują 10,3% powierzchni kraju. Największym rezerwatem jest Wielki Rezerwat Gobijski o powierzchni 53 tys. km², będący miejscem występowania koni Przewalskiego.